# آلن بوکشیچ
آلن بوکشیچ (کرواتی: Alen Bokšić؛ زادهٔ ۲۱ ژانویهٔ ۱۹۷۰) بازیکن سابق و مربی کنونی فوتبال اهل کرواسی است. بیشتر دوران بازیش را در ایتالیا و فرانسه گذراند، شهرت او به دلیل تکنیک بالایش در بازی بود و به همین دلیل به عنوان یکی از بزرگترین بازیکنان تاریخ تیم ملی فوتبال کرواسی در نظر گرفته می‌شود.

## باشگاهی
از باشگاه‌هایی که در آن بازی کرده‌است می‌توان به میدلزبورو، یوونتوس، مارسی، و لاتزیو اشاره کرد. با مارسی در لیگ قهرمانان اروپا ۱۹۹۳-۱۹۹۲ قهرمان شد، و در رای‌گیری
سال ۱۹۹۳ مرد سال اروپا در رتبه چهارم قرار گرفت.
بوکشیچ زمانی که فقط ۲۰ سال سن داشت برای جام جهانی فوتبال ۱۹۹۰ به تیم ملی فوتبال یوگسلاوی دعوت شد، گرچه فرصت حضور در میدان را پیدا نکرد. او نهایتاً برای تیم ملی فوتبال کرواسی در جام جهانی فوتبال ۲۰۰۲ به میدان رفت.